# 鄭世威
鄭世威（1503年—1584年），字中孚，號環浦，福建福州府長樂縣人，軍籍，明朝政治人物。

## 生平
嘉靖四年（1525年）乙酉科福建鄉試第六名舉人。嘉靖八年（1529年）中式己丑科會試第六十七名，登第二甲第三十三名進士。授戶部主事，出监通州仓，丁父忧，服除，改刑部，迁员外郎，恤刑陕西。嘉靖十六年，擢广西按察司佥事，改注广东，迁江西，二十四年升浙江布政司参议，分守宁绍台，二十六年冬，升江西按察司副使，遷四川布政司右参政，因忤嚴嵩，三十一年正月考察以赴任违限，被令致仕。嚴嵩失败後，四十五年十二月起复为湖广参政，不久升任南京通政使司右通政。
明穆宗即位，隆慶元年（1567年）正月升都察院右佥都御史，七月升左副都御史协管院事，十一月升南京吏部右侍郎，二年三月改任刑部右侍郎，三年正月考察自陈乞罢，遂令致仕。萬曆十二年（1584年）二月病卒于家。赐祭葬，谥恭介。

## 家族
曾祖鄭叔高；祖父鄭縚；父鄭汝慶，母鄒氏。具庆下。弟録、钿、铣。